# Vorzeichenregel von Descartes
Die Vorzeichenregel von Descartes wird in der Mathematik – ähnlich wie die Sturmsche Kette – benutzt, um die maximale Anzahl der positiven und negativen Nullstellen eines reellen Polynoms zu bestimmen. Sie ist nach dem französischen Philosophen und Mathematiker René Descartes benannt, der sie 1637 in seinem Werk La Géométrie als erster beschrieben hat.

## Regel
Die Vorzeichenregel von Descartes lautet:
Die Anzahl aller positiven Nullstellen eines reellen Polynoms ist gleich der Zahl der Vorzeichenwechsel seiner Koeffizientenfolge oder um eine gerade natürliche Zahl kleiner als diese, wobei jede Nullstelle ihrer Vielfachheit entsprechend gezählt wird.
Als wichtige Folgerung ergibt sich:
Wenn ein reelles Polynom nur einen Vorzeichenwechsel hat, dann hat es genau eine einfache positive Nullstelle.

## Beispiele

### Maximale Anzahl der positiven Nullstellen
Bei dem Polynom
{\displaystyle f(x)=5x^{7}+6x^{6}-9x^{4}-4x^{3}-11x^{2}+7x-3}
wechselt das Vorzeichen der Koeffizienten dreimal. Nach Descartes hat damit das Polynom {\displaystyle f(x)} drei positive Nullstellen oder eine positive Nullstelle. Tatsächlich hat es genau eine positive Nullstelle.

### Maximale Anzahl der negativen Nullstellen
Um die maximale Anzahl der negativen Nullstellen zu bestimmen, wird zunächst aus dem Polynom {\displaystyle f(x)} ein neues Polynom {\displaystyle f(-x)} gebildet. Dies bedeutet, dass die Vorzeichen der Koeffizienten bei ungeradem Exponent geändert werden, während die Vorzeichen der Koeffizienten bei geradem Exponent unverändert bleiben. Auf dieses neue Polynom wird dann die Vorzeichenregel von Descartes angewandt.
Betrachtet man wieder das Polynom
{\displaystyle f(x)=5x^{7}+6x^{6}-9x^{4}-4x^{3}-11x^{2}+7x-3}
so lautet das neue Polynom
{\displaystyle f(-x)=-5x^{7}+6x^{6}-9x^{4}+4x^{3}-11x^{2}-7x-3}
Hier wechselt das Vorzeichen der Koeffizienten viermal. Nach Descartes hat damit das Polynom {\displaystyle f(x)} entweder vier, zwei oder keine negative Nullstellen. Tatsächlich hat es keine negative Nullstelle.